# Селца (Железники)
Селца (словен. Selca) — поселення в общині Железники, Горенський регіон, Словенія. Висота над рівнем моря: 449 м.